# NGC 14
Az NGC 14 egy szabálytalan galaxis a Pegasus (Pegazus) csillagképben.

## Felfedezése
Az NGC 14 galaxist William Herschel fedezte fel 1786. szeptember 18-án.

## Tudományos adatok
A galaxis 865 km/s sebességgel távolodik tőlünk.